# Bibliothèque d'État de Berlin
La bibliothèque d'État de Berlin (Staatsbibliothek zu Berlin) est une bibliothèque de Berlin et une propriété de la Fondation du patrimoine culturel prussien. Séparée en deux bâtiments, elle constitue une réserve de connaissances de la littérature de tous temps, tous pays et toutes langues. À visée universelle, la bibliothèque est la plus grande en termes de savoirs dans l'aire germanophone. Sa spécificité repose sur ses collections particulières, telles que les plus vieilles illustrations bibliques des fragments Ve siècle de l'Itala de Quedlinbourg ou encore la plus grande collection de manuscrits de Johann Sebastian Bach et Wolfgang Amadeus Mozart.

## Histoire

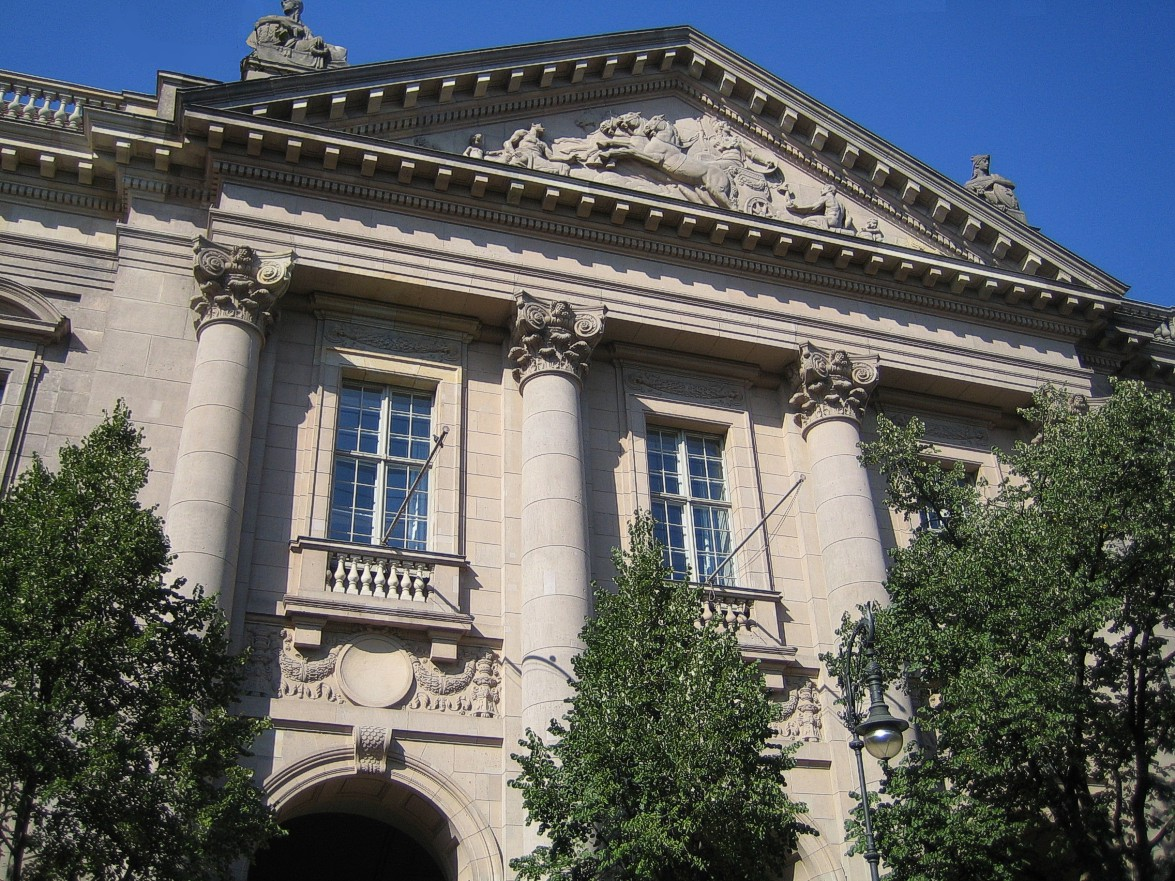
Le site de Unter den Linden.

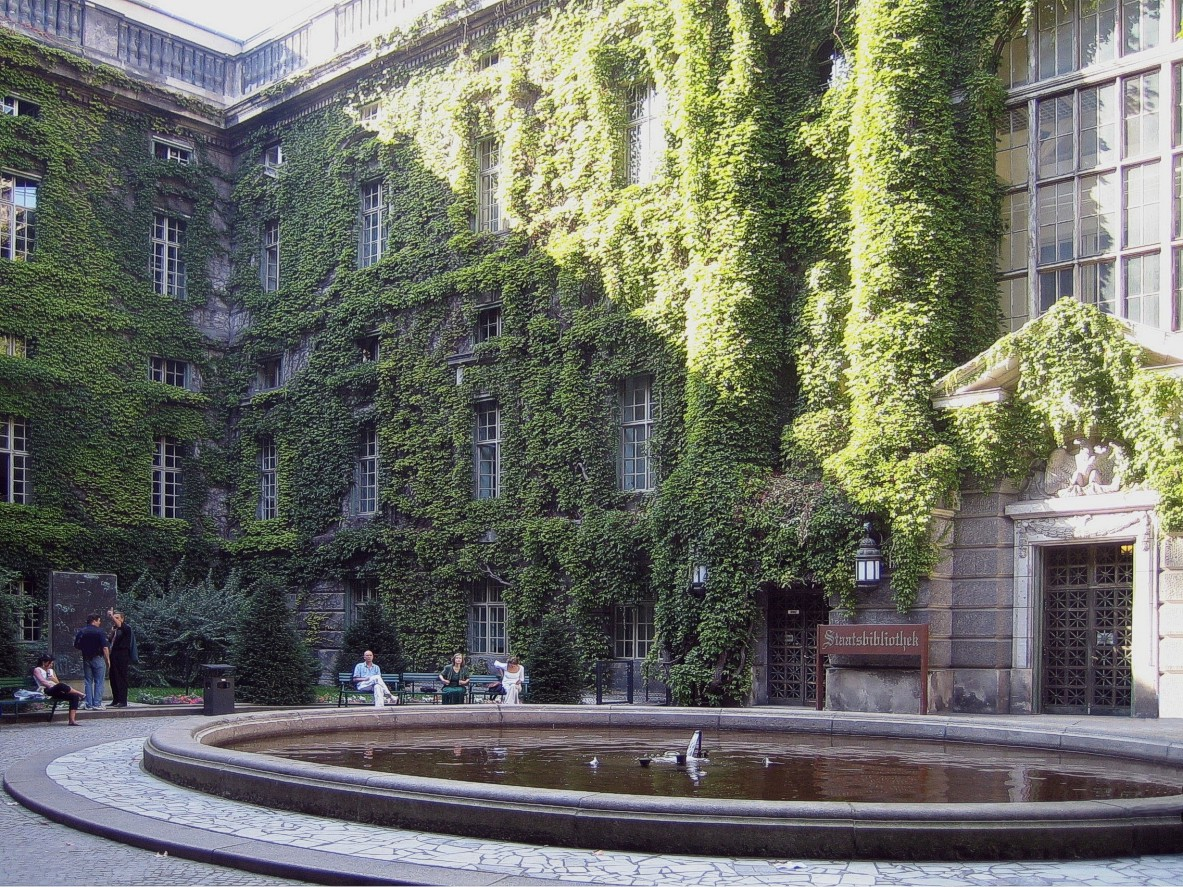
Le site de Unter den Linden - cour intérieure.

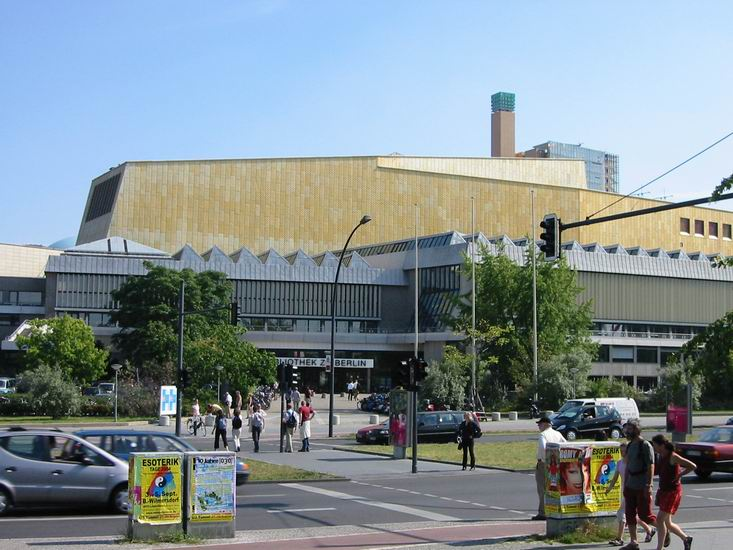
Le site de la Potsdamer Straße.

La Bibliothèque d'État a été fondée en 1661 par Frédéric-Guillaume Ier de Brandebourg comme étant la « Bibliothèque du Prince-électeur » (Kurfürstliche Bibliothek) à Cölln an der Spree. En 1701, la bibliothèque a été rebaptisée « Bibliothèque royale de Berlin » et a conservé ce nom jusqu'à la fin de la monarchie en Allemagne en 1918, date à laquelle elle prit le nom de « Bibliothèque d'État prussienne ». Les plans du bâtiment situé à Unter den Linden ont été confiés à Ernst von Ihne.
Le 10 mai 1933, sur l'initiative du ministre de la propagande Joseph Goebbels, les nazis ont brûlé environ vingt mille livres, la plupart ayant été pris dans des bibliothèques publiques (mais pas de la Bibliothèque d'État), dont les œuvres de Thomas Mann, Erich Maria Remarque, Heinrich Heine, Karl Marx et de bien d’autres auteurs. Aujourd’hui, une plaque de verre fixée sur la Bebelplatz, montrant des bibliothèques vides, commémore cet événement. Cette place se trouve très proche du site Unter den Linden de la Bibliothèque.
Au cours de la Seconde Guerre mondiale l’ensemble des collections (à l’époque près de trois millions de livres et d’autres matériels) a été caché par sécurité dans trente monastères, des châteaux et des mines abandonnées. À la suite de cette guerre, environ 800 000 volumes et collections spéciales de la bibliothèque d’État de Berlin ont été détruits, perdus ou non retournés. Une partie de ces collections a été restituée et rassemblée à la fin des années 1970 dans un nouveau bâtiment conçu par Hans Scharoun dans le Kulturforum sur la Potsdamer Strasse à Berlin-Ouest et qui apparaît notamment dans le film Les Ailes du désir tourné à Berlin avant la réunification.
En 1957, la Fondation culturelle prussienne est créée. Elle a pour mission de « transférer les biens culturels de Berlin pour des raisons liées à la guerre ».
Toutefois la fondation, en raison de l'affrontement concernant le droit constitutionnel entre l’État fédéral et les Ländern, n'est intégrée à Berlin que quatre ans plus tard.
En 1961, Berlin-Est et Berlin-Ouest célèbrent le tricentenaire de la Bibliothèque nationale (Bibliothèque de Berlin-Ouest à Marbourg et Bibliothèque d’État de Berlin-Est) dans un contexte politique de guerre froide.
En 1963, le conseil d'administration a finalement lancé un appel d'offres pour la construction d'un nouveau bâtiment pour la bibliothèque d’État. En 1964, Hans Scharoun s'occupera de ce chantier.
En 1978, après onze ans de travaux, la bibliothèque d’État du patrimoine culturel prussien est inaugurée, afin qu'il y ait une institution à la fois pour Berlin-Est et Berlin-Ouest.
Après la réunification, le 1er janvier 1992, les deux bibliothèques sont rattachées sous le nom de Bibliothèque d’État de Berlin/Fondation culturelle prussienne, qui devient une propriété de la Fondation du patrimoine culturel prussien, qui se trouve désormais sur deux sites.

## Les bâtiments
Depuis sa création jusqu'en 1780, la bibliothèque est installée dans l'aile de la Pharmacie du château de Berlin.

### «Kommode» sur la place de l'Opéra
Le bâtiment, la vieille bibliothèque, construit en 1780 est situé sur le côté ouest de la Bebelplatz, anciennement Opernplatz (place de l'Opéra). Le bâtiment a été construit pour la Bibliothèque royale, qui comptait environ 150 000 volumes à l'époque. À cause de sa forme incurvée, l'ancienne bibliothèque, vieille de près de deux cents ans, est affectueusement appelée par les Berlinois « Kommode » (poitrine). Située dans l'avenue Unter den Linden, le bâtiment a été construit selon les plans de Georg Christian Unger. Ces plans sont à la base un projet de l'architecte autrichien Joseph Emanuel Fischer d'Erlach, c'est pourquoi la vieille bibliothèque rappelle fortement l'aile Michaelertrakt du Palais Hofburg de Vienne.
Aujourd'hui, le bâtiment héberge la Faculté de droit de l'Université d'Humboldt de Berlin. Un nouveau bâtiment est construit sur l'avenue Unter den Linden, c'est aujourd'hui l'un des principaux sites de la Bibliothèque d'État de Berlin.

### Aujourd’hui une bibliothèque divisée en deux maisons
Maison Unter den Linden.
En 1914, la Bibliothèque royale fut déplacée (à partir de 1918 la Bibliothèque d'État de Prusse) dans le bâtiment sur « Unter den Linden ». C'est le bâtiment le plus important avec 170 mètres de long et 107 mètres de large. Ce bâtiment historique du centre de Berlin a été conçu par l'architecte Ernst von Ihne et construit de 1903 à 1914 pour la Bibliothèque royale. Après des bombardements pendant la seconde guerre mondiale, le bâtiment a perdu en 1944 son centre fonctionnel et architectural, ainsi que la coupole de la salle de lecture.
En 2000, le bâtiment fut rénové et agrandi avec la construction de la salle de lecture centrale, de cheminées ouvertes, d’un magasin sécurisé, d’une salle de lecture des livres rares et des espaces publics. Cette structure est en train de devenir une bibliothèque de recherche historique.
Maison Potsdamer Straße.
Située sur le Kulturforum de la Potsdamer Straße dans Berlin ouest, la "Bibliothèque nationale allemande" a été conçue par l'architecte Hans Scharoun et finalisée par son élève Edgar Wisniewski (de). La construction du bâtiment, qui a pour mission d'accueillir des ouvrages mis à l'abri lors de la Seconde Guerre mondiale, s'étend de 1967 à 1978, année de son inauguration par le président fédéral Walter Scheel. Depuis 1999, plusieurs projets de rénovation visent à moderniser l'édifice afin de faire de la bibliothèque un lieu de recherches adapté à de nouvelles missions.

## Profil de la bibliothèque

### Les fonds spéciaux
La Bibliothèque d'État de Berlin dispose de documents de toutes les disciplines, les langues, les âges et les pays avec un accent sur les sciences humaines et sociales. Outre les fonds principaux, de nombreuses et vastes collections spéciales sont entretenues et soignées dans des services spécialisés.
Les fonds sont gardés principalement dans les magasins. Ils peuvent être recherchés dans le catalogue électronique. L'utilisation et le prêt de titres de la Bibliothèque d'État sont possibles à toute personne de plus de 18 ans, et sont payants.

#### Patrimoine national et international
De grands trésors de la culture mondiale et du patrimoine national sont gardés par des scientifiques et des bibliothécaires dont la plus grande collection des œuvres de Mozart au monde, 80 % de tous les manuscrits de Johann Sebastian Bach, la 5e et la 9e Symphonie de Ludwig van Beethoven, ainsi que le Décaméron de Boccace.

#### Programme coopératif d'acquisition
Les programmes coopératifs d’acquisition sont les sciences du droit, sciences orientales (jusqu’en 2005 en tant que programme coopératif d’acquisition), l’Asie de l’Est et du Sud avec une bibliothèque virtuelle spécialisée CrossAsia, langues et littératures slaves, des publications en cartographie, la presse internationale, des écritures parlementaires et la topographie.

### Organisation de la structure de la bibliothèque

#### Direction de la bibliothèque
- De la création jusqu’à 1945
  - 1842–1873 Georg Heinrich Pertz
  - 1873–1884 Karl Richard Lepsius
  - 1886–1905 August Wilmanns
  - 1905–1921 Adolf von Harnack
  - 1921–1925 Fritz Milkau
  - 1925–1945 Hugo Andres Krüß

- Bibliothèque d’État de Berlin-Est
  - 1946–1950 Rudolf Hoecker
  - 1950–1976 Horst Kunze
  - 1977–1988 Friedhilde Krause
  - 1989–1991 Dieter Schmidmaier

- Bibliothèque d’État de Berlin-Ouest
  - 1948–1961 Martin Cremer
  - 1963–1972 Ludwig Borngässer
  - 1972–1987 Ekkehart Vesper
  - 1987–1995 Richard Landwehrmeyer

- Après la Réunification
  - 1995–2002 Antonius Jammers
  - 2002–2003 Graham Jefcoate
  - 2004–2021: Barbara Schneider-Kempf (de)
  - Depuis 2021: Achim Bonte (de)

#### Départements et sections spéciales

##### Départements centraux
Direction générale, département central/administration, gestion des informations et des données, montage du fonds, services scientifiques et système de catalogage, usage, gestion du fonds et numérisation ainsi que les services nationaux.

##### Sections spéciales
Imprimés historiques, manuscrits, partitions, cartes, secteur Europe de l’Est, secteur Asie de l’Est, secteur de l’Orient, secteur Enfants et Jeunesse, secteur presse écrite et archives du patrimoine prussien.

### Services et projets de la bibliothèque

#### Conservation des collections
Le budget annuel pour les fonds de conservation des collections spéciales s’élève à environ un million d’euros.
Les projets importants de ces dernières années, menés notamment par l'association des amis de la Bibliothèque d’État de Berlin (fondée en 1997, héritière de l'association des amis de la Bibliothèque royale de Berlin de 1914) :
- la restauration du parchemin de la Bible en hébreu Erfurt 1 ainsi que celle des partitions manuscrites de Jean-Sébastien Bach.
- l’attribution de parrainages de livres
- la publication des prix Max Herrmann

#### Prestation de service
Le lancement d’un procédé moderne de paiement d’accès par les cartes mémoire des utilisateurs, catalogue de réseau de manuscrits médiévaux, portail vers les Affaires européennes des bibliothèques, archives, musées et entretien des monuments du comité culturel d’EUBAM et le catalogue collectif des autographes : Kalliope.

#### Numérisation
La numérisation de fonds uniques, de collections faisant partie d’un ensemble ou de certains volumes est faite dans le Centre de Numérisation de la bibliothèque suivant ses propres priorités ainsi que suivant les demandes des usagers. Ces dernières années ont vu naître d’excellents projets de numérisation : les enluminures du département des manuscrits de Shâh Nâmeh, des collections berlinoises de Tourfan (vieux-turc, moyen-iranien et tokharien), de la Neuvième Symphonie de Ludwig van Beethoven, de la presse d’état prussienne, de l’archive de la constitution de l’édition, des partitions manuscrites de Jean-Sébastien Bach. Les projets actuels de catalogage sont entre autres l’ouverture de collections des frottis de reliure de la Bibliothèque d’État de Berlin, des manuscrits orientaux particulièrement importants sur le plan historique en coopération avec la Société Max-Planck pour le développement des sciences, des sources du droit prussien.

#### Collaboration
Elle a collaboré à de nombreux projets comme l'English Short Title Catalogue (ESTC), la bibliographie européenne … 

#### Information spécialisée
La bibliothèque virtuelle est spécialisée dans les sujets suivants : le droit, l'Extrême-Orient, le sud-est asiatique, la slavistique et l'histoire contemporaine.

#### Information au public
Le public est informé globalement des collections de la bibliothèque ainsi que de leur élargissement, entretien et utilisation. Il est aussi informé sur le développement de la bibliothèque comme institution et sur son rôle en tant que bibliothèque nationale et internationale. Ces informations sont accessibles grâce à son site Web, aux réseaux sociaux, à la presse, aux visites guidées, aux formations, aux expositions et aux fêtes, aux catalogues imprimés, au journal des acquisitions, à des dépliants, à des brochures et aux bulletins d'information pour l'utilisateur / le lecteur.

## Inventaire
En 2011/2012, la collection comprend 23,8 millions de documents, répartis sur deux sites (Unter den Linden et Potsdamer Strasse) :
- 11 036 000 livres, périodiques et de journaux reliés dont :
  - 212 600 livres rares
  - 4 442 incunables

- 1 123 000 cartes, plans et vues sur la ville
- 463 300 musiques imprimées
- 243 660 journaux grand format
- 18 467 manuscrits occidentaux
- 1 602 fragments de documents
- 66 681 partitions et autographes musicaux
- 42 176 manuscrits orientaux
- 321 165 autographes
- 1 637 escomptes et des archives
- 10 380 000 autres non électroniques des matériaux

- 405 375 documents numériques
- 4 833 bases de données
- 22 414 journaux et revues électroniques
- 24 475 autres documents non-électroniques